# Caulleriella killariensis
Caulleriella killariensis är en ringmaskart som först beskrevs av Rowland Southern 1914.  I den svenska databasen Dyntaxa används istället namnet Tharyx killariensis. Enligt Catalogue of Life ingår Caulleriella killariensis i släktet Caulleriella och familjen Cirratulidae, men enligt Dyntaxa är tillhörigheten istället släktet Tharyx och familjen Cirratulidae. Arten är reproducerande i Sverige. Inga underarter finns listade i Catalogue of Life.